# Atletika na Letních olympijských hrách 1960 – 100 metrů muži
 Běh na 100 metrů mužů na Letních olympijských hrách 1960 se uskutečnil ve dnech 31. srpna až 1. září v Římě. 

## Výsledky finálového běhu

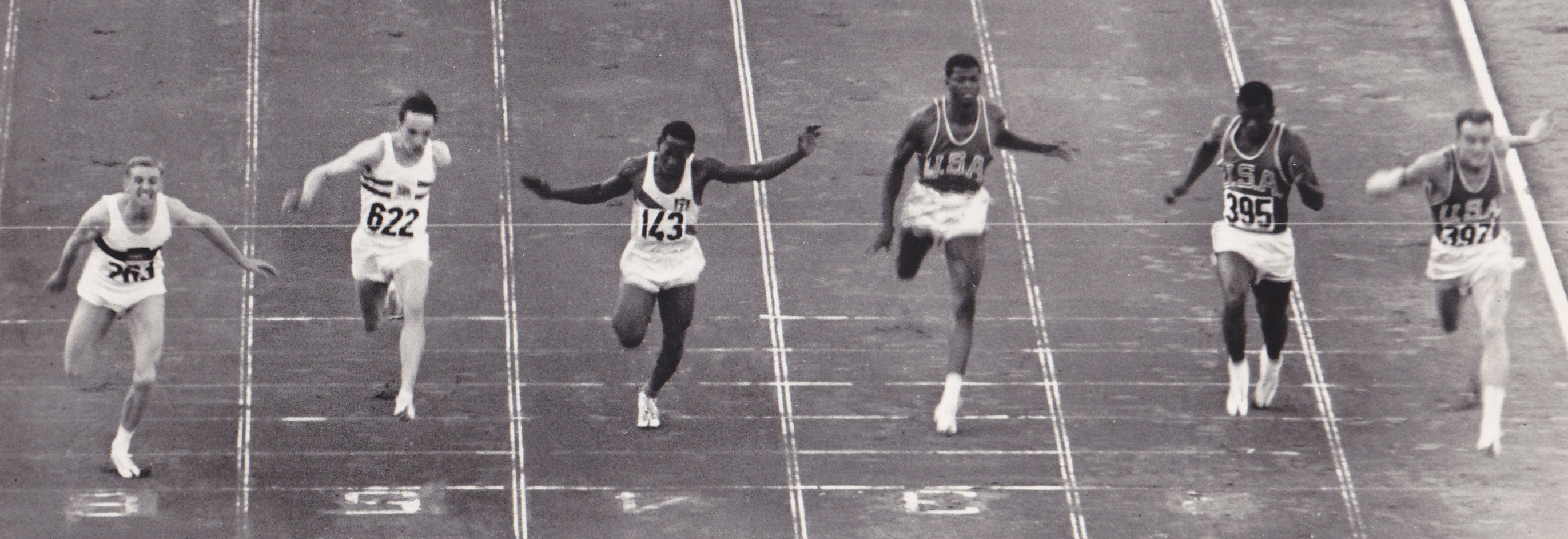
Finále na 100 m, (zleva) Armin Hary, Peter Radford, Enrique Figuerola, Ray Norton, Frank Budd, Dave Sime

| #                | Jméno             | Země                     | Čas  |
| ---------------- | ----------------- | ------------------------ | ---- |
| Zlatá medaile    | Armin Hary        | Tým sjednoceného Německa | 10,2 |
| Stříbrná medaile | Dave Sime         | Spojené státy americké   | 10,2 |
| Bronzová medaile | Peter Radford     | Velká Británie           | 10,3 |
| 4                | Enrique Figuerola | Kuba                     | 10,3 |
| 5                | Frank Budd        | Spojené státy americké   | 10,3 |
| 6                | Ray Norton        | Spojené státy americké   | 10,4 |